# بحرین در المپیک تابستانی ۲۰۲۴
کاروان المپیکی بحرین در المپیک تابستانی ۲۰۲۴ که از ۲۶ ژوئیه تا ۱۱ اوت ۲۰۲۴ (۵ تا ۲۱ امرداد ۱۴۰۳ خورشیدی) به میزبانی پاریس، پایتخت فرانسه برگزار شد، شرکت کرد. این یازدهمین حضور متوالی این کشور در المپیک تابستانی بود.
بحرین در بازی های المپیک تابستانی ۲۰۲۴ پاریس موفق به کسب ۴ مدال اعم از ۲ طلا، ۱ نقره و ۱ برنز شد.
۱۳ ورزشکار بحرینی در ۵ رشته راهی المپیک شده بودند.

## مدال‌آوران
| مدال | نام             | ورزش        | رویداد                 | تاریخ  |
| ---- | --------------- | ----------- | ---------------------- | ------ |
| طلا  | وینفرد یاوی     | دو و میدانی | ۳۰۰۰ متر با مانع زنان  | ۶ اوت  |
| طلا  | احمد تاج‌الدین‌اف | کشتی        | مردان −۹۷ کیلوگرم آزاد | ۱۱ اوت |
| نقره | سالوا عید ناصر  | دو و میدانی | ۴۰۰ متر زنان           | ۹ اوت  |
| برنز | گور میناسیان    | وزنه‌برداری  | مردان +۱۰۲ کیلوگرم     | ۱۰ اوت |

## شرکت‌کنندگان
در زیر فهرست تعداد ورزشکاران اعزامی به بازی‌ها آمده است.
| ورزش        | مردان | زنان | مجموع |
| ----------- | ----- | ---- | ----- |
| دو و میدانی | ۱     | ۶    | ۷     |
| جودو        | ۱     | ۰    | ۱     |
| شنا         | ۱     | ۱    | ۲     |
| وزنه‌برداری  | ۲     | ۰    | ۲     |
| کشتی        | ۱     | ۰    | ۱     |
| مجموع       | ۶     | ۷    | ۱۳    |

## دو و میدانی
ورزشکاران دو و میدانی بحرینی استانداردهای ورود به المپیک پاریس ۲۰۲۴ را با گذراندن معیارهای مستقیم (یا زمان برای مسابقات پیست و جاده) یا با رتبه‌بندی جهانی کسب کردند، در رویدادهای زیر (حداکثر ۳ ورزشکار در هر رویداد):
کلید
- توجه–رتبه‌های داده شده برای رویدادهای پیست تنها در درون دور ورزشکار است
- Q = صعود به دور بعد
- q = صعود به دور بعد به عنوان سریع‌ترین بازنده یا، در رویدادهای میدانی، بر اساس موقعیت بدون دستیابی به هدف مورد نظر
- NR = رکورد ملی
- N/A = دور غیرقابل اجرا برای رویداد
- Bye = ورزشکار نیازی به رقابت در دور ندارد

رویدادهای پیست و جاده
مردان
| ورزشکار      | رویداد    | مرحله مقدماتی | مرحله مقدماتی | نهایی     | نهایی     |
| ورزشکار      | رویداد    | نتیجه         | رتبه          | نتیجه     | رتبه      |
| ------------ | --------- | ------------- | ------------- | --------- | --------- |
| بیرهانو بالو | ۵۰۰۰ متر  | ۱۳:۵۳.۱۱      | ۱۰            | صعود نکرد | صعود نکرد |
| بیرهانو بالو | ۱۰۰۰۰ متر | -             | ۲۷:۳۰.۹۴      | ۱۷        |           |

زنان
| ورزشکار        | رویداد            | مرحله مقدماتی | مرحله مقدماتی | نیمه‌نهایی | نیمه‌نهایی | نهایی     | نهایی     |
| ورزشکار        | رویداد            | نتیجه         | رتبه          | نتیجه     | رتبه      | نتیجه     | رتبه      |
| -------------- | ----------------- | ------------- | ------------- | --------- | --------- | --------- | --------- |
| سالوا عید ناصر | ۴۰۰ متر           | ۴۹.۹۱         | ۱ Q           | ۴۹.۰۸     | ۱ Q       | ۴۸.۵۳ SB  | نقره      |
| کمی آدکویا     | ۴۰۰ متر با مانع   | DNS           | DNS           | صعود نکرد | صعود نکرد | صعود نکرد | صعود نکرد |
| نلی جپکوسگی    | ۸۰۰ متر           | ۲:۰۰.۶۳       | ۳۲            | صعود نکرد | صعود نکرد | صعود نکرد | صعود نکرد |
| وینفرد یاوی    | ۳۰۰۰ متر با مانع  | ۹:۱۵.۱۱       | ۱ Q           | -         | -         | ۸:۵۲:۷۶   | طلا       |
| یونیس چومبا    | مسابقه دو ماراتون | —             | —             | —         | —         | ۲:۲۶:۱۰   | ۱۰        |
| تیگیس گاشاو    | مسابقه دو ماراتون | —             | —             | —         | —         | ۲:۳۰:۵۳   | ۳۴        |
| رز چلیمو       | مسابقه دو ماراتون | —             | —             | —         | —         | ۲:۳۲:۰۸   | ۴۳        |

## جودو
برای اولین بار، بحرین یک جودوکار را برای کلاس وزنی زیر به بازی‌ها معرفی کرد. عسکربی گربک‌اف (در میان‌وزن مردان) با توجه به رتبه‌های المپیک بر اساس امتیازها واجد شرایط شد.
| ورزشکار       | رویداد           | مرحله ۶۴   | مرحله ۳۲                    | مرحله ۱۶   | مرحله یک‌چهارم نهایی | مرحله نیمه‌نهایی | مرحله بازگشتی | فینال / برنز | فینال / برنز |
| ورزشکار       | رویداد           | رقیب نتیجه | رقیب نتیجه                  | رقیب نتیجه | رقیب نتیجه          | رقیب نتیجه      | رقیب نتیجه    | رقیب نتیجه   | رتبه         |
| ------------- | ---------------- | ---------- | --------------------------- | ---------- | ------------------- | --------------- | ------------- | ------------ | ------------ |
| عسکربی گربک‌اف | ۸۱ کیلوگرم مردان | استراحت    | آلبایراک (TUR) · شکست ۰۰–۱۰ | صعود نکرد  | صعود نکرد           | صعود نکرد       | صعود نکرد     | صعود نکرد    | ۱۷           |

## شنا
بحرین دو شناگر را برای شرکت در المپیک پاریس ۲۰۲۴ اعزام کرد.
| ورزشکار        | رویداد           | مرحله مقدماتی | مرحله مقدماتی | مرحله نیمه‌نهایی | مرحله نیمه‌نهایی | مرحله نهایی | مرحله نهایی |
| ورزشکار        | رویداد           | زمان          | رتبه          | زمان            | رتبه            | زمان        | رتبه        |
| -------------- | ---------------- | ------------- | ------------- | --------------- | --------------- | ----------- | ----------- |
| سعود غالی      | ۲۰۰ متر قورباغه  | ۲:۲۲.۵۱       | ۲۵            | صعود نکرد       | صعود نکرد       | صعود نکرد   | صعود نکرد   |
| آمانی ال‌عبیدلی | ۱۰۰ متر کرال پشت | ۱:۰۴.۲۷       | ۳۱            | صعود نکرد       | صعود نکرد       | صعود نکرد   | صعود نکرد   |

## وزنه‌برداری
برای اولین بار، بحرین دو وزنه‌بردار را به رقابت‌های المپیک معرفی کرد. لسمن پارادس (وزن ۱۰۲ کیلوگرم مردان) و گور میناسیان ارمنی‌الاصل که برای بحرین وزنه‌برداری می‌کند (وزن +۱۰۲ کیلوگرم مردان) با قرار گرفتن در میان ده نفر برتر در دسته‌های وزنی خود بر اساس رتبه‌بندی‌های الماس جهانی واجد شرایط شدند.
| ورزشکار      | رویداد             | یک‌ضرب | یک‌ضرب | دو ضرب | دو ضرب | مجموع | رتبه |
| ورزشکار      | رویداد             | نتیجه | رتبه  | نتیجه  | رتبه   | مجموع | رتبه |
| ------------ | ------------------ | ----- | ----- | ------ | ------ | ----- | ---- |
| لزمن پاردس   | مردان −۱۰۲ کیلوگرم | ۱۸۱   | ۵     | ۲۱۱    | ۶      | ۳۹۲   | ۶    |
| گور میناسیان | مردان +۱۰۲ کیلوگرم | ۲۱۶   | ۱     | ۲۴۵    | ۳      | ۴۶۱   | برنز |

## کشتی
برای نخستین‌بار از المپیک ۲۰۱۶، بحرین یک کشتی‌گیر را برای دسته‌ی زیر به رقابت‌های المپیک معرفی کرد. احمد تاج‌دین‌اف با نتایج برتر در مسابقات جهانی کشتی ۲۰۲۳ در بلگراد، صربستان واجد شرایط شد.

کلید:
- VT (امتیاز رتبه‌بندی: ۵–۰ یا ۰–۵) – پیروزی با پین
- VB (امتیاز رتبه‌بندی: ۵–۰ یا ۰–۵) – پیروزی با آسیب (VF برای ترک مسابقه، VA برای انصراف یا محرومیت)
- PP (امتیاز رتبه‌بندی: ۳–۱ یا ۱–۳) – پیروزی با امتیاز
- ۵–۰ و ۰–۵ برای پیروزی

کشتی آزاد
| ورزشکار       | رویداد                 | مرحله ۱۶                   | مرحله ۸                    | مرحله نیمه‌نهایی            | بازگشت     | فینال / برنز                    | فینال / برنز |
| ورزشکار       | رویداد                 | حریف نتیجه                 | حریف نتیجه                 | حریف نتیجه                 | حریف نتیجه | حریف نتیجه                      | رده          |
| ------------- | ---------------------- | -------------------------- | -------------------------- | -------------------------- | ---------- | ------------------------------- | ------------ |
| احمد تاج‌دین‌اف | مردان −۹۷ کیلوگرم آزاد | آذرپیرا (IRI) · پیروزی ۴–۳ | یرگالی (KAZ) · پیروزی ۱۴–۲ | اسنایدر (USA) · پیروزی ۶–۴ | استراحت    | ماتچاراشویلی (GEO) · پیروزی ۲–۰ | طلا          |